# Транспорт Ванкувера

Карта основних маршрутів TransLink (2016)

Транспортна система Ванкувера — одна з найрозвиненіших у Канаді, забезпечує ефективне сполучення між різними районами міста та його передмістями.
Громадський транспорт Ванкувера передбачає розгалужену систему, що обслуговується компанією TransLink й охоплює автобуси, тролейбуси, надземне метро SkyTrain, пороми SeaBus та приміські потяги West Coast Express.
Ванкувер активно розвиває велосипедну інфраструктуру: створюються нові велосипедні доріжки та паркувальні місця. У деяких районах, таких як Пойнт Грей та Китсилано, частка велосипедистів перевищує 10%.
У місті також доступні традиційні таксі та сервіси каршерингу, можлива оренда автомобілів як у центрі міста, так і в аеропорту; центр Ванкувера також зручний для пішоходів, з багатьма пішохідними зонами та парками.

## Громадський транспорт
Метро Ванкувера впливає на регіональну швидкісну транзитну мережу під егідою Транспортного Управління Британської Колумбії (раніше Транспортна Адміністрація Великого Ванкуверу), відомої як TransLink. Вона несе відповідальність за всі аспекти громадських перевезень. Крім цього, TransLink також відповідає за утримання деяких доріг та забезпечує поромні перевезення в межах Ванкуверу.
TransLink представила нову систему електронних платежів, у вигляді так званої смарт-карти. Систему, яка має назву «Компас Кард», створили, щоб замінити наявні проїзні на день чи місяць та відмовитися від готівкового розрахунку. TransLink також поступово вводить у використання Компас Кард.
Улітку 2015 року можна було побачити, що більшість учнів, які закінчили середню школу користуються електронними картками. А вже у листопаді 2015 компанія випустила картки для більшої частини населення. Картка підлягає відшкодуванню депозиту в розмірі 6$. Це безконтактна картка NXP Mifare DESFire EV1.

### Автобусний сервіс
Автобуси використовуються в більшості регіонів Ванкувера під керівництвом TransLink, також відомим як Автобусна Компанія Берегового Хребта. TransLink було засновано провінційним парламентом лише як спосіб звільнення від відповідальності за автомагістралі, мости та обслуговування пасажиро-перевезень. Зрештою, за парламентом залишається обов'язок у фінансуванні всіх проєктів під керівництвом TransLink. Сервіс у Північному Ванкувері та Ліонс Бей узгоджено через Вест Ванкувер Блу Бас.
Всі автобуси також адаптовані для людей з інвалідністю й оснащені велосипедними стійками, які можуть вмістити два колісні крісла та велосипеди. Ванкувер також активно підтримує та модернізує тролейбусний парк. З покупкою 188 моделей E40LFR та 74 — E60LFR від компанії Нью Флаєр Індастріс (2005—2009), тролейбусна мережа обслуговує центр та більшість міст Ванкувера доступними для людей на кріслах колісних та велосипедистів безвідходними тролейбусами.
Деякі дизельні автобуси, які слідують до передмість, мають велосипедні рами, ліфти для крісел колісних, світло для читання та сидіння з відкидними спинками. Частота автобусів у Ванкувері коливається від кількох хвилин у центрі міста, до 2-3 рейсів на день у далеких передмістях на кшталт Мепл-Ріджу, Ланглею або Алдергрову.

### SkyTrain
SkyTrain — це прогресивна система швидкісного метро, яка працює з повністю автоматизованими потягами на трьох лініях. Збудована для Всесвітньої Виставки «Експо 86», система стала найбільшою швидкісною й автоматизованою, що використовує найдовший транзитний міст — Скай Брідж. Лінії Експо та Міленіум з'єднують передмістя Бернбею, Нью-Вестмінстеру, Суррею та Кокуітламу з центром. Третя лінія метро з'єднує центр Ванкуверу з містом Річмонд та національним Аеропортом Ванкувер, також відомим як «Кенада Лайн». Лінію було введено в експлуатацію 17 серпня 2009 року. Вона обслуговується компанією Хюндай Ротем замість технології лінійної індукції компанії Бомбардьйо, яку використано на перших двох лініях.

#### Майбутні розширення
Плани 2000 року про розширення лінії Експо у південно-східному напрямку, для збільшення таким чином протяжності її маршруту вглиб Суррею, було замінено ідеєю створення лінії наземного метро в середині 2010 року.
Станом на 2017 рік, планувалося розширення лінії Міленіум на північ до Кітсілано та Пойнт Грею. Варітість такого розширення складає $2 мільярди. Розширення першої стартує від станції «ВСС Кларк» — кінцевого пункту, потім простягнеться за станцію Бродвей, та закінчиться на вулиці Арбутус. Другу фазу планували розширити до Університету Британської Колумбії.

### Трамвай у центрі міста
Місто планувало першу фазу трамваю в центральних частинах міста з Грневілл Айленду, навколо Фолс Кріку до Вотерфронт Стейшн і парку Стейнлі, з використанням сучасних низькорамних трамваїв у тандемі з традиційними. Історична центральна залізниця Ванкувера виконувала «нульовий» демонстраційний маршрут в літні місяці.
З 21 січня до 21 березня 2010 року, безкоштовний демонстраційний сервіс під назвою «Олімпік Лайн» (названий в честь Зимових Олімпійських Ігор 2010), пролягав на 1,8 км вздовж Центральної Історичної залізниці від Гренвілл Айленд до станції Олімпік Вілідж. Він обслуговувався двома моделями трамваїв під назвою Флексіті Аутлук компанії Бомбардьо. Їх було запозичено в Брюссельської трамвайної компанії. 
Створювалися також плани, які б змогли розширити трамвайну мережу до Єлтауну, формуючи таким чином кільце навколо центру півострову в якості 2-ї фази. Також обговорювалися й більш масштабні плани, які б розширили її від Гранвілл Айленду на північ до зони Аратусу, на схід, уздовж Хестінгі Стріт і/або на схід уздовж Мейн Стріт.

### West Coast Express
West Coast Express — важкозалізнична приміська колія, що обслуговує Порт Муді, Кокуітлам, Порт Кокуітлам, Пітт Мідовс, Мейп Рідж та Міссон. Цей сервіс користується інтегрованою системою квитків.

### SeaBus
СіБас — це пасажирський паром, який з'єднує центр міста з Північним Ванкувером через Буррат Інлет. У флоті перебуває 3 пороми, які належать компанії Кост Маунтін Бас Компані. Найновіше судно було здане в експлуатацію у 2014 році.